# Höerhof

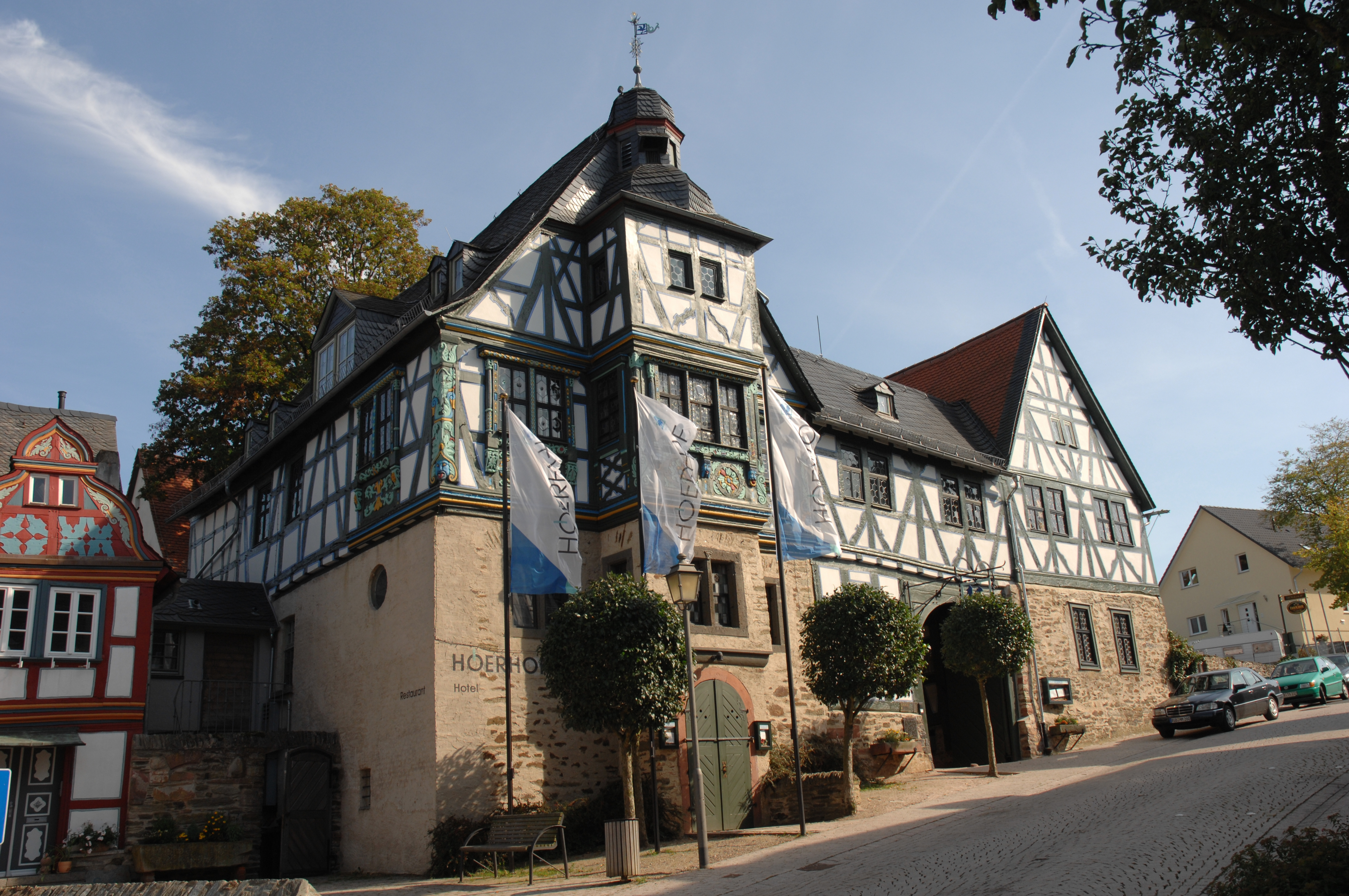
Der Höerhof

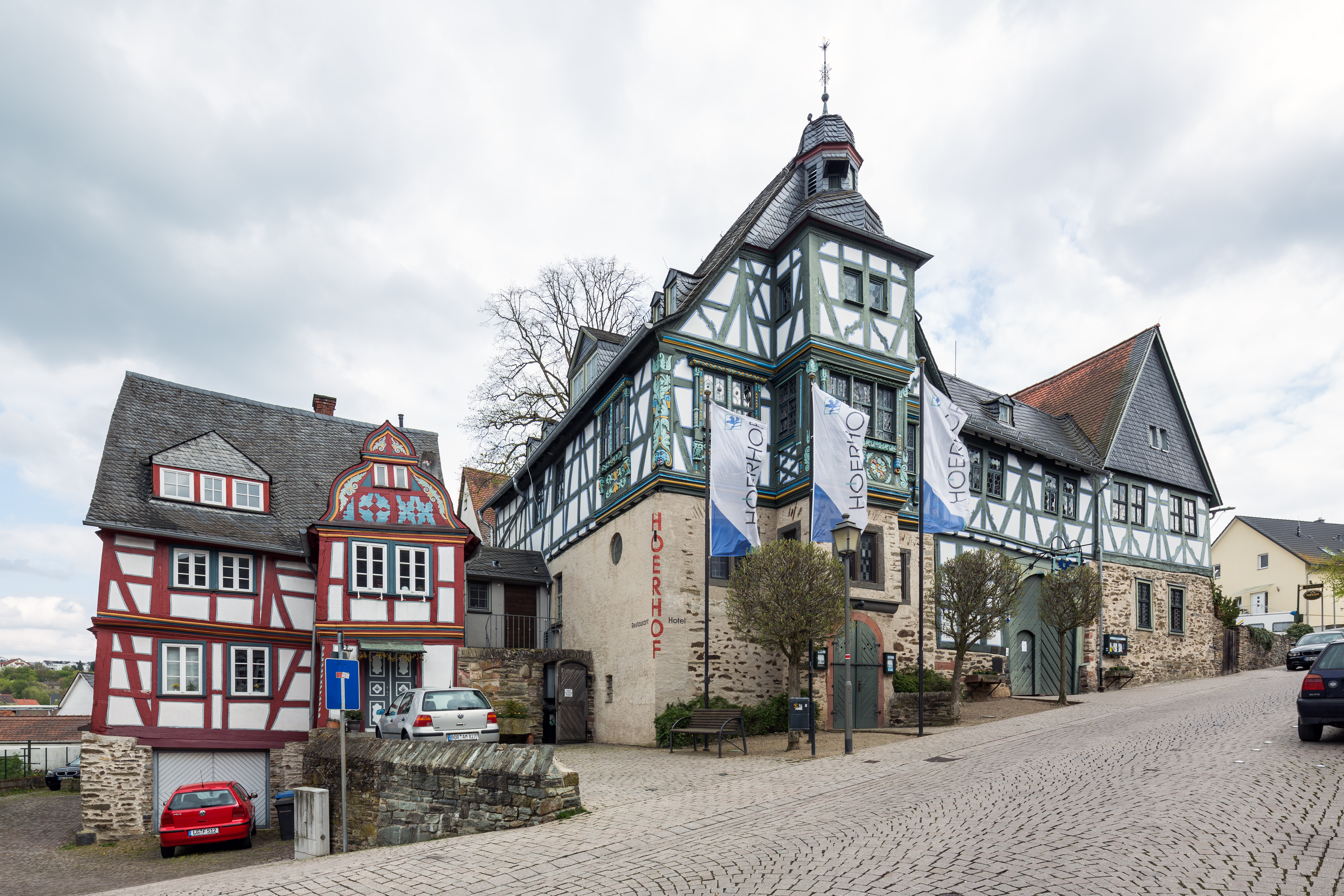
Die zwei "Ungleichen": Der Höerhof und das Nachbargebäude Obergasse 24 von Nordwesten

Der Höerhof ist ein Fachwerkhaus der Idsteiner Altstadt im hessischen Rheingau-Taunus-Kreis. Aufgrund seines Baustils hebt er sich von den umgebenden Fachwerksbauten ab. Er wird im Volksmund auch Toepferhaus genannt. Die Anlagen des Höerhof stehen unter Denkmalschutz und beherbergen ein Vier-Sterne-Hotel mit Restaurantbetrieb.

## Beschreibung

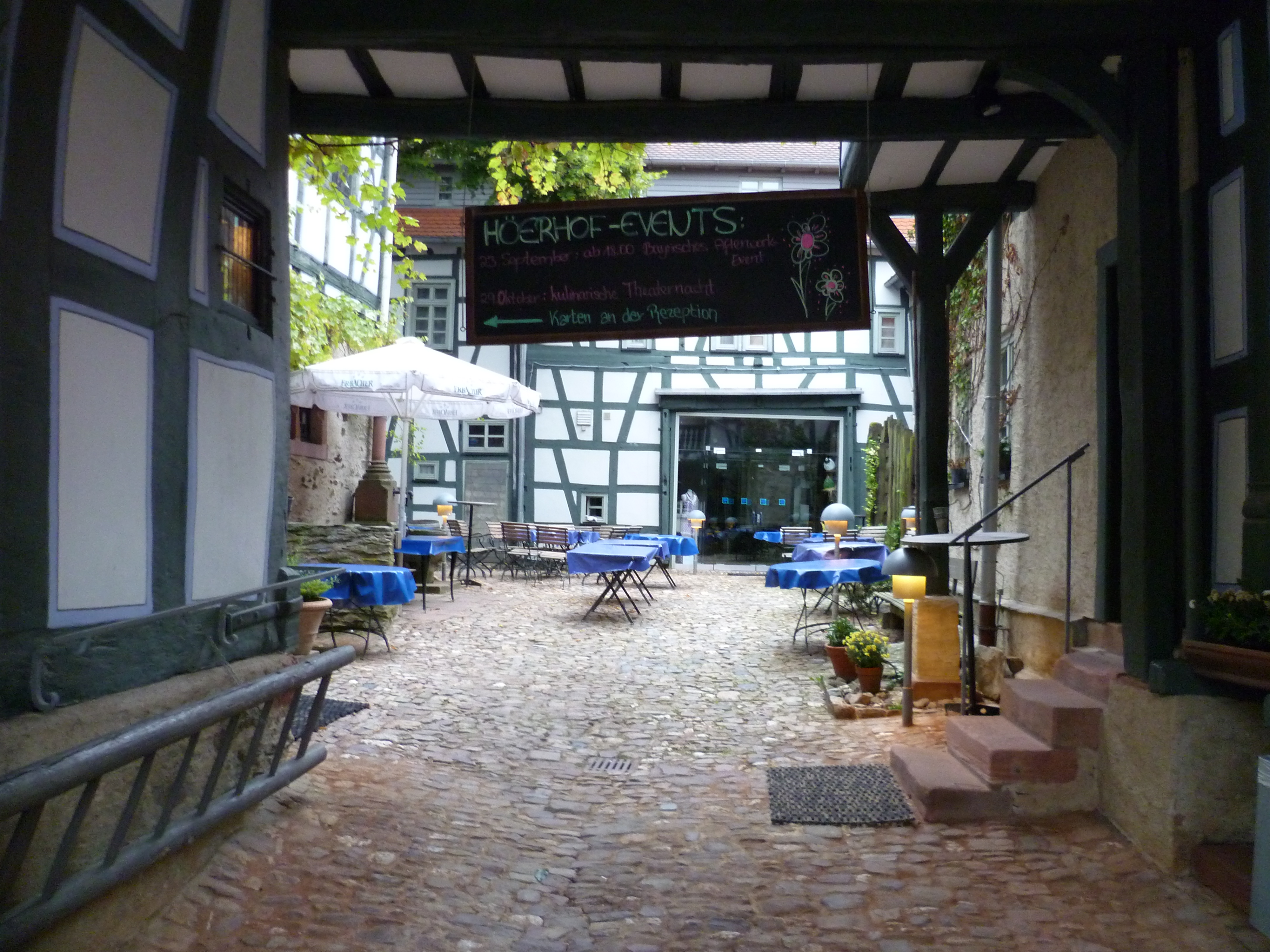
Blick auf den Innenhof

Der Höerhof hebt sich gegenüber anderen Gebäuden der von Fachwerk geprägten Altstadt ab, weil seine Gestaltung nicht dem ansonsten hessisch geprägten, einfachen Fachwerk entspricht. In besonderem Kontrast steht er zu seinem unmittelbaren Nachbarhaus (Obergasse 24).

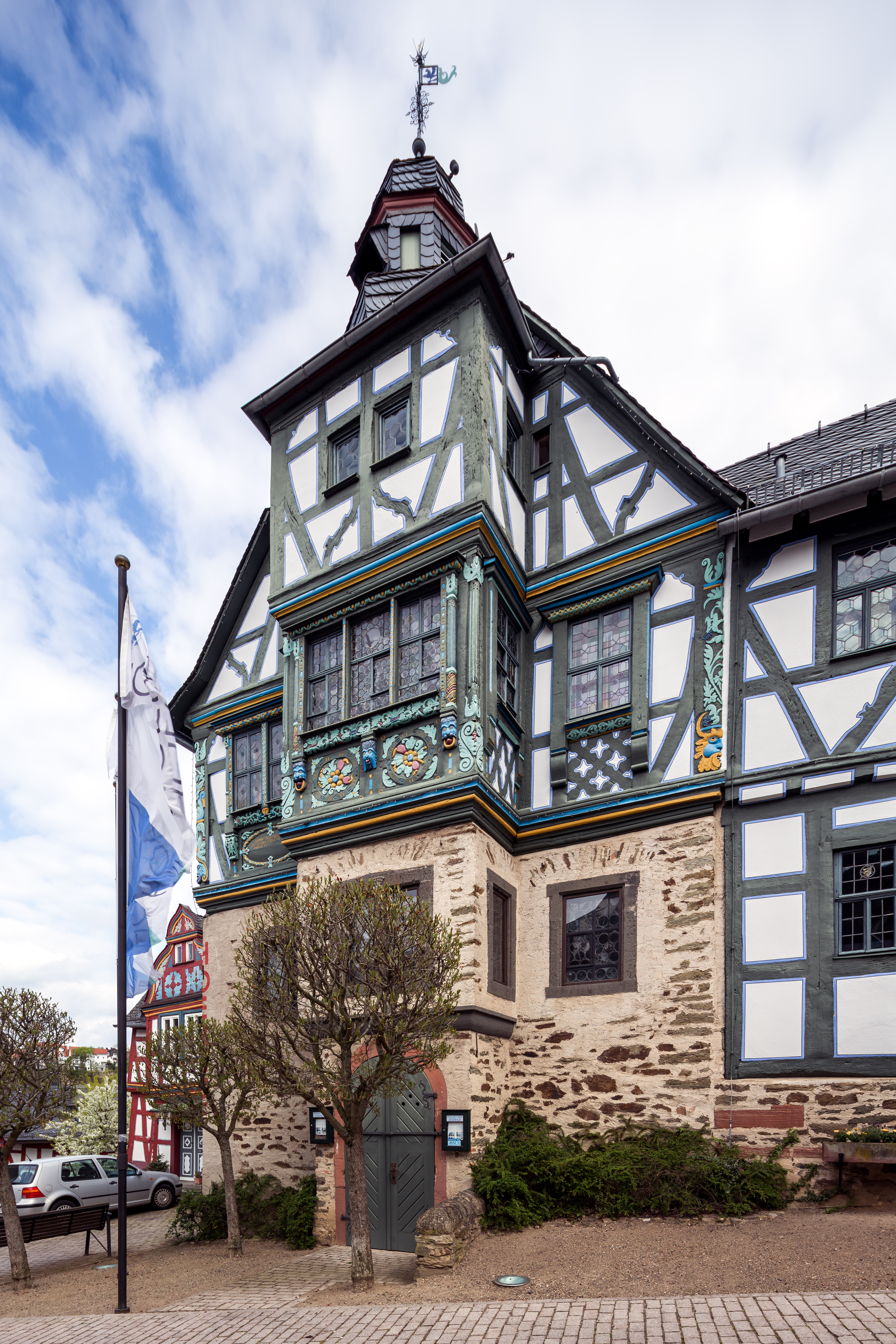
Detailansicht der reich verzierten Straßenfassade des Nordflügels von Südwesten

Der Gebäudekomplex trägt heute die Adresse Obergasse 26. Es lag zum Zeitpunkt der Errichtung unmittelbar am Obertor, dem südlichen Tor der Idsteiner Stadtmauer. Es gliedert sich in vier Flügel, die einen Innenhof umschließen. Es handelt sich um einen Fachwerkbau im Stil der Renaissance, der für die Fassadengestaltung im Jahr 1993 ausgezeichnet wurde. Die Anordnung der Gebäude entspricht der eines fränkisch-mitteldeutschen Gehöfts.
Der giebelständige Hauptbau auf rechteckigem Grundriss, mit fassadenbestimmendem, durch eine Haubenlaterne gekrönten Erker über fast die gesamte Haushöhe und rückwärtig angeschobenem Treppenturm stellt den ältesten Teil des Höerhofs dar. Er nimmt Formelemente auf, die sich vergleichbar beim Idsteiner Schloss finden. Über dem hohen Massivgeschoss erhebt sich der Fachwerkaufbau, der straßenseitig schmückendes Schnitzwerk zeigt – ähnlich dem des etwas älteren Killingerhaus. Das Obergeschoss zeichnet sich durch fränkische Fenstererker und reich geschnitzte Brüstungsplatten aus.
An der Südseite des Haupthauses zum Hof findet sich ein Steinportal mit Diamantquaderung, einem geraden Sturz und dem Wappen des Henrich Heer und seiner Ehefrau Anna Rumpfelin. Das Portal trägt die Inschrift: „Henrich Heer Anna Rumpfelin Gott aller Ding Anfang bewahr unsern Ein und Ausgang 1626“.
Am Schweifgiebel des Haupthauses finden sich reich verzierte Blattornamente und geometrisches Schmuckwerk.
Das Haupthaus ist der am schmuckvollsten ausgeprägte Teil des Höerhofs, die anderen Teile sind schlichter gehalten.
Die Westansicht wird durch die beiden Eingänge (das Eingangstor und den Kellerabgang) geprägt. Im Osten findet sich die Scheune aus dem 18. Jahrhundert, welche im Zuge der Hoteleinrichtung durchgreifend erneuert und umgestaltet wurde.
Nicht alle Schmuckelemente, die sich heute am Höerhof finden, gehören zum Gebäudeursprung. Als Sammler von Antiquitäten gestaltete Ernst Toepfer einige Bereiche nach seinen Vorstellungen um, wobei er auch auf den Fundus der näheren Umgebung zurückgriff. So lagen Teile der Fußböden im Wiesbadener Residenz-Theater oder im Kloster Arnsberg. Fenster und Schnitzereien stammen von anderen Fachwerkhäusern. So erklärt sich wahrscheinlich auch eine der Tafeln, die die Inschrift „Iohann Weitzel Anna Catharina Weitzel Eheleud / anno 1670“ trägt. Diese Inschrift widerspricht ansonsten der Geschichte des Hauses, denn Johann Weitzel war 1676 bis 1698 nassauischer Amtmann in Bad Camberg.
Auf Ernst Toepfer ist wahrscheinlich auch der im gepflasterten Hof befindliche barocke Sandsteinbrunnen zurückzuführen. Alte Kachelöfen und gusseiserne Öfen sind Reststücke von Toepfers Hausrat. In der „Gutsstub“ im Erdgeschoss haben sich Ausmalungen von Toepfers Hand erhalten.

## Geschichte

### Errichtung unter Henrich Heer
Erbauer des Höerhofs ist der Bauschreiber und Zeichner Henrich Heer. Der Name Heer erscheint in alten Akten in verschiedensten Schreibweisen, wie Her, Hehr, Heher, Heehr, Hör und Höer. Henrich Heer nutzte allerdings ausschließlich die Schreibweise "Heer". Der Sohn des nassauisch-saarbrückischen Schlossbaumeisters Leutnant Jost Heer besuchte Idstein zum ersten Mal im Jahr 1607 und wurde 1614 mit dem Umbau des Idsteiner Schlosses von Wilhelm Ludwig Graf von Nassau-Saarbrücken beauftragt. Am 3. Juni 1617 heiratete Heer Anna Rumpfelin, die Tochter des Präsenzmeisters Conrad Rumpfelin.
Mit Urkunde vom 10. April 1620, im dritten Jahr des Dreißigjährigen Krieges, wurde Heer das Grundstück am Idsteiner Obertor am Ende der Obergasse durch Graf Wilhelm Ludwig von Nassau-Saarbrücken erblich übertragen. Diese Schenkung war wahrscheinlich ein Teil der Entlohnung für die beim Schlossumbau geleisteten Arbeiten. Großzügig befreite der Graf das Anwesen von allen Beschwerden, Einquartierungen und Kriegskontributionen.
Am 7. Juli des gleichen Jahres wurde diese Schenkung durch die Schöffen, dem Schultheiß und dem Bürgermeister bestätigt.
Der Bau des Haupthauses erfolgte von 1620 bis 1626. Vermutet wird, dass Graf Ludwig seinem Bauschreiber bei dem Bau des Höerhofs unter die Arme griff, in Form der Gestellung von Baumaterial. Die verwendeten Balken weisen teilweise beträchtliche Dimensionen auf, speziell für ein bürgerliches Haus. Dass Henrich Heer Baumaterial vom Schlossumbau ohne Wissen seines Dienstherren hätte „abzweigen“ können, ist nicht denkbar, da hier die Idsteiner Bürgerschaft die Arbeiten am Schloss zu aufmerksam beobachtete.

### Wechselnde Nutzungen und Besitzer

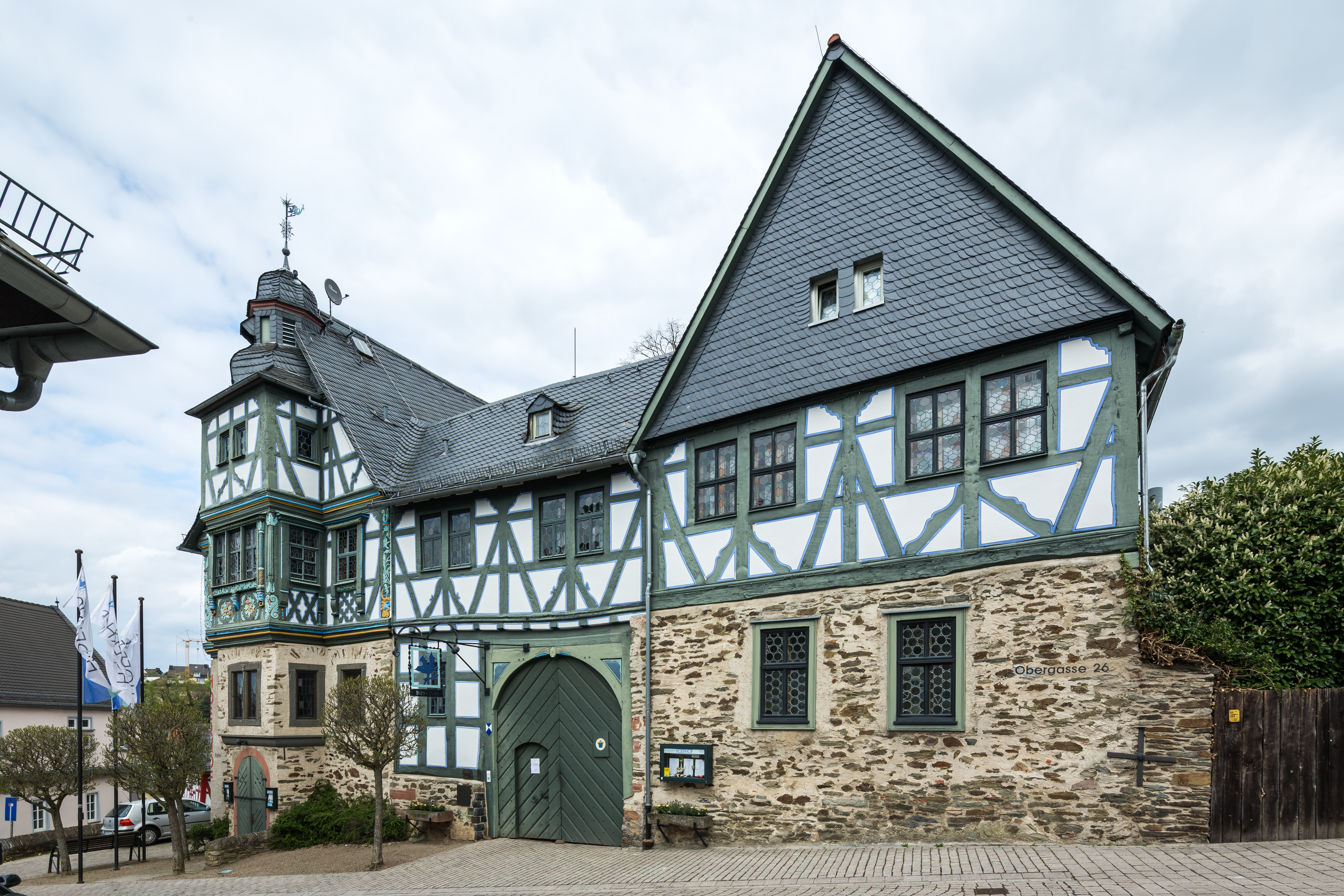
Gesamtansicht von Südwesten mit den jüngeren Bauteilen

Um 1700 wurden die südlichen Bauteile angefügt, wenig später die Scheune. Es folgten unterschiedliche Nutzungen, unter anderem als Jagdschloss oder auch als Forstamt. Im 19. Jahrhundert verlagerte sie sich auf eine rein landwirtschaftliche Zwecke.
Die Besitzverhältnisse waren gleichermaßen wechselhaft: Der Sohn Henrich Heers, der in Wiesbaden ansässige nassauische Rentmeister Johann Balthasar Heer, vermietete den Höerhof 1657 an die Witwe des Superintendenten Erithropilus. 1668 wohnte der Idsteiner Keller David Crusius im Höerhof. In dieser Zeit wurden auf herrschaftliche Kosten umfangreiche Reparaturen durchgeführt. Für die folgenden Jahre ergeben sich Hinweise auf die Besitzschaft des Höerhofs aus der Bestätigung der Freiheiten.
1685 werden diese dem Landhauptmann Heinrich von Joß zugesprochen, 1710 dem nassauischen Rat Johann Hartmut Gärtner, 1720 dem fürstlich Sachsen-Merseburgischen Hofmeister Friedrich Ludwig von Rodenhausen sowie 1729 und 1736 seiner Witwe Charlotte von Rodenhausen. 1749 werden die von Rodenhausischen Güter an einige Bürger verkauft, 1788 hat Philipp Jakob Justi die Hofreite verpfändet. 1844 ist Oberförster Krückeberg Eigentümer, 1851 kauft Karl Michel das Anwesen von Justi-Krückeberg. Bis 1910 bleibt dann das Anwesen in den Händen der Familie Michel.

### Ernst Toepfer
1910 kaufte der Kunstmaler Ernst Toepfer, das Gut, in das er 1911 einzog. Er war ein realistischer impressionistischer Maler, der sich bis zu seinem Tod 1955 im Besonderen Motiven aus seiner Heimat widmete. Im Folgejahr fanden unter Leitung des Wiesbadener Diplom-Ingenieurs Kühne weitreichende Umgestaltungen des Höerhofs den Vorstellungen Toepfers entsprechend statt. Der Höerhof ging nach Toepfers Tod an seine Erben weiter. Auf die Familie Toepfer sind auch die im Volksmund und Literatur gebräuchlichen Bezeichnungen Haus Toepfer, Toepferhaus und toepferisches Haus zurückzuführen.
1981 wurde im Haus eine Dauerausstellung von Werken Ernst Toepfers eingerichtet, die bis zum Verkauf 1990 Bestand hatte.
Eine Würdigung der stilgerechten Fassadenrenovierung erfolgte 1985.

### Wandlung zum Hotel- und Restaurantbetrieb

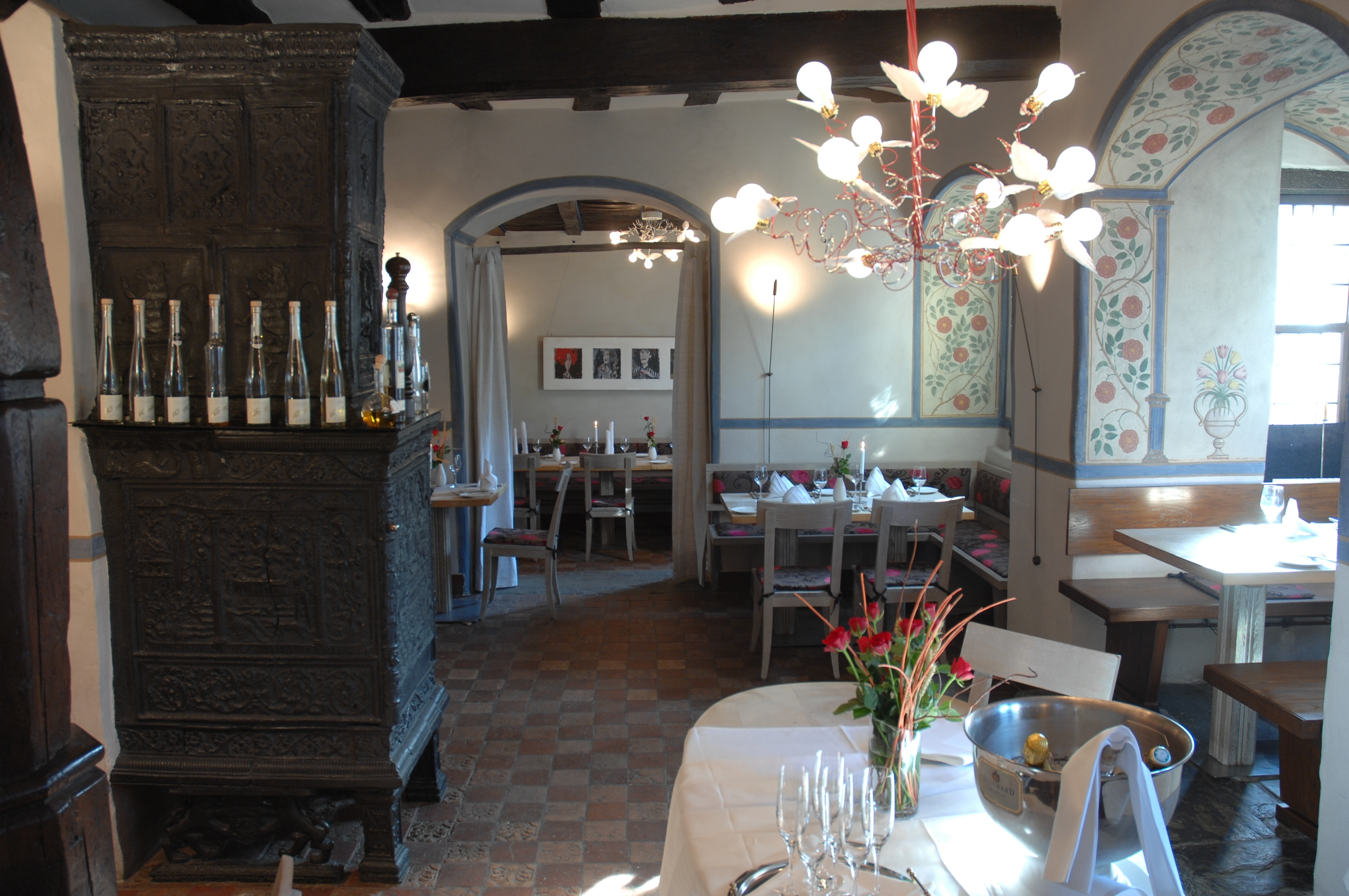
Innenansicht des Restaurants

Dr. Dorothea Elisabeth Schlüter unterhielt in Idstein in den achtziger Jahren eine kieferchirurgische Praxis. In diesem Rahmen lernte sie Idstein kennen und begeisterte sich für das mittelalterliche Stadtbild. Es folgten Besuche mit ihrem Mann Hans Herbert Schlüter, einem Frankfurter Architekten, in deren Rahmen man den Höerhof entdeckte. Als das Ehepaar den Höerhof interessiert begutachtete, sprach sie Maria-Luise Toepfer darauf an, ob sie Kaufinteresse hätten und führte das Ehepaar durch das Haus. Eine in der Lokalpresse verbreitete Darstellung, dass die Entdeckung des Höerhofs auf eine Straßensperrung zurückzuführen sei, ist nicht korrekt.
Zum 31. Mai 1990 erwarb das Ehepaar Dorothea Elisabeth und Hans Herbert Schlüter den zu diesem Zeitpunkt stark sanierungsbedürftigen Höerhof von Maria-Luise Toepfer und Christiane Ermster – den Nachkommen Ernst Toepfers. Schlüter leitete und konzipierte als Architekt BDA die Baumaßnahmen. Aus Ehrerbietung vor den Leistungen Henrich Heers erfolgte die in der Idsteiner Bevölkerung umstrittene Umbenennung in Höerhof.
1991/92 wurden die Gebäudeanlagen saniert und in einen Hotel- und Restaurantbetrieb umgebaut. 1992 wurde der Betrieb aufgenommen.
1993 gewann der Höerhof den Fassadenwettbewerb der Stadt Idstein.
2002 verpachtete das Ehepaar Schlüter den Höerhof an einen Gastronomiebetrieb.
2005 übernahm Sabine Kogge, Tochter des Ehepaars Schlüter, den Höerhof, nachdem der Gastronomiebetrieb insolvent gegangen war.

## Hotel und Restaurant
Der Restaurantbetrieb wurde unter anderem mit einer Empfehlung im Guide Michelin im Gault-Millau ausgezeichnet.
Seitens des Hotels wird konsequent die Schreibweise in Großbuchstaben HÖERHOF gepflegt.

## Denkmalschutz
Das Gebäude trägt das internationale Schutzzeichen für die Kennzeichnung von Kulturgut nach der Haager Konvention und steht unter Denkmalschutz.